# Bertha de Olanda

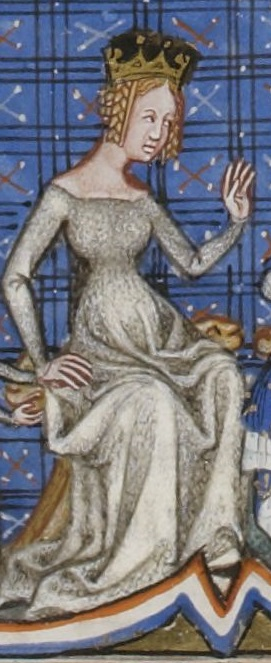
Bertha de Olanda

Bertha de Olanda (n. cca. 1055–d. 1093) a fost prima soție a regelui Filip I al Franței.

## Biografie
Bertha a fost fiica contelui Floris I de Olanda cu soția sa, Gertrude de Saxonia. După ce tatăl ei a murit în 1061, mama ei s-a recăsătorit cu Robert I de Flandra. În 1072, tatăl său vitreg a încheiat pacea cu regele Filip I al Franței. Ca partea tratatului de pace, monarhul francez s-a căsătorit cu Bertha.
A trebuir să treacă nouă ani pentru ca Bertha să dea naștere mult doritului fiu și moștenitor al tronului Franței, Ludovic. După cum se consemnează, fertilitatea sa și-a revenit doar grație rugăciunilor unui pustnic, Arnulf.
În anul 1092, regele Filip a repudiat-o pe Bertha, invocând motivul că era supraponderală. Bertha a fost închisă în fortăreața Montreuil-sur-Mer, fiind însoțită de contesa Bertrade de Montfort de Anjou.

## Copii
Filip și Bertha au avut cinci copii:
1. Constanța, căsătorită cu contele Hugue I de Champagne înainte de 1097, iar apoi, după divorț, cu Bohemund I de Antiohia în 1106
2. Ludovic (n. 1 decembrie 1081–d. 1 august 1137), rege al Franței
3. Henric (n. 1083) (decedat de tânăr)
4. Carol (n. 1085) abatele de Charlieu
5. Eudes (1087–1096)